# Velika nagrada Ria de Janeira 1947
Velika nagrada Ria de Janeira 1947 je bila sedma dirka za Veliko nagrado v sezoni 1947. Odvijala se je 21. aprila 1947 na dirkališču Gávea v Riu de Janeiru.

## Dirka
| Poz | Dirkač           | Moštvo                | Dirkalnik      | Krogi | Čas/Odstop | Št. m. |
| --- | ---------------- | --------------------- | -------------- | ----- | ---------- | ------ |
| 1   | Chico Landi      | Privatnik             | Alfa Romeo 308 | 15    | 2:03:14.5  | 2      |
| 2   | Luigi Villoresi  | Scuderia Ambrosiana   | Maserati 4CL   | 15    | + 5:52.9   | 1      |
| 3   | Raph             | Ecurie Naphtra Course | Maserati 6C    | 14    | +1 krog    | ?      |
| 4   | Hélio Ramos      | Privatnik             | Maserati 4C    | 14    | +1 krog    | 6      |
| Ods | Achille Varzi    | Ecurie Naphtra Course | Alfa Romeo 308 | 6     |            | 7      |
| Ods | Gino Bianco      | Privatnik             | Maserati 4C    |       |            | 3      |
| Ods | Henrique Cassini | Privatnik             | MG TC          |       |            | ?      |
| Ods | Ruben Abrunhosa  | Privatnik             | MG TC          |       |            | 5      |
| Ods | Santa Mauro      | Privatnik             | MG TC          |       |            | 4      |